# Padiiset I
Padiiset I – syn i następca tronu Bakennefiego I, księcia Athribis i Heliopolis.